# Ladislav Krejčí (1992)
Ladislav Krejčí (Praga, 5 de julho de 1992) é um futebolista profissional checo que atua como meia no Hradec Králové.

## Carreira
Ladislav Krejčí fez parte do elenco da Seleção Tcheca de Futebol da Eurocopa de 2016.